# By Your Side (Calvin Harris)
By Your Side is een single van de Schotse dj Calvin Harris en de Engelse singer-songwriter Tom Grennan uit 2021. 

## Achtergrond
By Your Side is geschreven door Theo Hutchcraft, Jamie Scott, Adam Wiles, John Newman, Mike Needle en Tom Grennan en geproduceerd door de Calvin Harris. Harris vertelde dat hij toen hij de beat maakte voor het nummer een positief en nostalgisch gevoel kreeg. Hierom had hij gelijk de positief gestelde Tom Grennan in gedachten om vocalen te schrijven en in te zingen. Hij noemde verder dat hij hoopt dat andere mensen ook dat positieve gevoel uit het nummer zouden halen. Het vrolijke nummer deed het in de zomer van 2021 goed in de hitlijsten van landen over de hele wereld. De hoogste posities werden behaald in de Nederlandse Top 40 met een achtste positie en in de Britse hitlijst met een negende positie.